# Johannes Christian Sälzer
Johannes Christian Sälzer (* 1. Januar 1792 in Altwildungen; † 5. Dezember 1850 ebenda) war ein deutscher Gastwirt, Bürgermeister und Politiker.

## Leben
Sälzer war der Sohn des Ratsherren in Alt-Wildungen Diederich Sälzer (* 18. Januar 1753 in Alt-Wildungen; † 2. Juni 1808 ebenda) und dessen Ehefrau Johanne Marie Elisabeth geborene Graß (* 11. September 1763 in Alt-Wildungen; † 7. Juli 1840 ebenda). Er war evangelisch und heiratete am 5. Dezember 1813 in Alt-Wildungen Maria Magdalena Schäfer (* 23. Oktober 1790 in Wellen; † 20. Januar 1846 in Alt-Wildungen), die Tochter des Ackermanns und Kirchenvorstehers in Wellen Johann George Schäfer und der Anna Elisabetha Scherp (Scherb).
Sälzer leistete (1812/13) den Militärdienst im Waldeckischen Regiment. Unter anderem nahm an der Schlacht an der Beresina teil. 1819 wurde er als Gastwirt, (1850) als Ackermann und 1821 als Stadtfreund in Alt-Wildungen genannt. 1835/36 und 1837/38 amtierte er als Bürgermeister der Stadt Alt-Wildungen. Als solcher war er vom 2. Dezember 1835 bis (Herbst) 1836 und erneut von (Herbst) 1837 bis zum 20. Oktober 1838 Mitglied des Landstandes des Fürstentums Waldeck.